# Eta Coronae Borealis
Eta Coronae Borealis (η CrB / 2 Coronae Borealis ) es una estrella binaria situada en la constelación de la Corona Boreal.
Se encuentra a 58 años luz del sistema solar y, al igual que γ Leporis o χ1 Orionis, forma parte de la corriente de estrellas de la asociación estelar de la Osa Mayor.

## Eta Coronae Borealis A y B
Las dos componentes de Eta Coronae Borealis son enanas amarillas semejantes a nuestro Sol.
La estrella principal, Eta Coronae Borealis A (HD 137107 / HR 5727 / GJ 584 A), tiene magnitud aparente +5,58.
Su tipo espectral es G0V y tiene una temperatura efectiva de 5970 K.
Gira sobre sí misma con una velocidad de rotación proyectada —límite inferior de la misma— de 3 km/s y posee una masa de 1,24 ± 0,05 masas solares.
Por su parte, la estrella secundaria, Eta Coronae Borealis B (HD 137108 / HR 5728 / GJ 584 B), tiene magnitud aparente +6,08. Su tipo espectral es G3V y tiene una masa de 1,10 ± 0,04 masas solares.
El período orbital de esta binaria es de 41,63 años, siendo la órbita moderadamente excéntrica (ε = 0,28).
La metalicidad de este sistema es igual a la solar ([Fe/H] = +0,00); otros elementos evaluados como magnesio y silicio presentan también niveles semejantes a los del Sol.
La edad del sistema se estima en 4100 millones de años.

## Compañera subestelar
En 2001 se detectó una enana marrón en órbita alrededor de la binaria Eta Coronae Borealis AB.
La distancia a la que se encuentra respecto a ella es de más de 1000 UA.
Denominada GJ 584 C, tiene tipo espectral L8 y su masa es de 0,060 ± 0,015 masas solares.
Parece tener un bajo contenido metálico  ([Fe/H] = -0,20).
Existe evidencia de que dicho objeto tiene un espectro variable, lo que puede ser atribuido a zonas no homogéneas en su superficie que entran y salen del campo de visión debido a la rotación.